# Bröllopet (film, 1973)
Bröllopet är en svensk komedifilm från 1973 i regi av Jan Halldoff. I huvudrollerna ses Beatrice Järås och Hans Klinga.

## Handling
Eva och Kent planerar att gifta sig. Deras möhippa respektive svensexa vållar dock vissa problem. Efter visst bråk blir i alla fall bröllopet av, om än några udda händelser inträffar. Senare på bröllopsfesten får man ta hembränt sedan de ordinarie starkvarorna kapsejsat till havs! De flesta gifta paren bråkar medan Evas och Kents kärlek bara växer sig starkare... 

## Om filmen
Filmen premiärvisades den 31 oktober 1973 på biograf Spegeln vid Birger Jarlsgatan i Stockholm. Den spelades in på Ängsholms slott på Mörkö av Lasse Björne. Flera av idéerna till handling i filmen hämtade Halldoff från sitt eget bröllop 1966.

## Rollista i urval
- Beatrice Järås – Eva Eriksson
- Hans Klinga – Kent Långsjö
- Sissi Kaiser – Berit Eriksson
- Gunnar "Knas" Lindkvist – Sture Eriksson
- Stellan Skarsgård – Roffe Eriksson
- Sickan Carlsson – Birgit Strid
- Annalisa Ericson – Lisa Franzén
- Barbro Hiort af Ornäs – Karin Löfgren
- Inga Gill – Gittan Löfgren
- Börje Nyberg – Knut Franzén
- Sten Ardenstam – Bengt Strid
- Eva Bysing – Majsan Nilsson
- Bo Halldoff – Bertram Talk
- Evert Granholm – Gustav Gustavsson
- Gus Dahlström – Erik Eriksson
- Margaretha Krook – Sofia Långsjö
- Gösta Krantz – Harry Långsjö
- Nils Hallberg – Rudolf Dahlvik
- Lars Amble – Lars Svanlund
- Bert-Åke Varg – Sten Låång
- Peter Harryson – Peter Dahlgren
- Göthe Grefbo – prästen Ivan Snell
- Marianne Aminoff – värdinnan Frida Frohm
- Christina Carlwind – Mona Saag